# Pere Carbonell (mestre de capella)
Pere Carbonell  (Manresa, s. XII) va ser un músic i compositor que va exercir com a vocalista a la Seu de Manresa des de 1662 fins a 1682.
Se li atribueix un motet a tres veus amb acompanyament instrumental anomenat Sacerdotes Domini. Aquesta obra es conserva en dues importants institucions; l'Arxiu Històric Comunal de Cervera i l'Arxiu de Manuscrits Musicals de Manresa. Va morir el 1684 a la ciutat de Manresa.